# Acanthopale perkinsi
Acanthopale perkinsi is een borstelworm uit de familie Chrysopetalidae. Het lichaam van de worm bestaat uit een kop, een cilindrisch, gesegmenteerd lichaam en een staartstukje. De kop bestaat uit een prostomium (gedeelte voor de mondopening) en een peristomium (gedeelte rond de mond) en draagt gepaarde aanhangsels (palpen, antennen en cirri).
Acanthopale perkinsi werd in 1986 voor het eerst wetenschappelijk beschreven door San Martin.